# Längibach
Der Längibach (auch Längebach) ist ein knapp vier Kilometer langer, westlicher und linker Zufluss der Aare. Er entwässert ein Tal im Juragebirge im Schweizer Kanton Aargau.
Das Längibachtal liegt im Gebiet des regionalen Naturparks Jurapark Aargau und am Rand des Landschaftsschutzgebiets «Aargauer und östlicher Solothurner Faltenjura», das im Bundesinventar der Landschaften und Naturdenkmäler von nationaler Bedeutung verzeichnet ist.

## Geographie

### Verlauf
Der Längibach entspringt auf der Höhe von etwa 655 m ü. M. im Tal «Buerai» zwischen dem Dreierberg und dem Grund, zwei markanten Anhöhen im Massiv des Linnerbergs. Das Gebiet liegt an der Grenze zwischen dem Faltenjura und dem Tafeljura, und das vom Längibach entwässerte Tal ist eine Furche zwischen zwei bei der Jurahauptüberschiebung hochgehobenen geologischen Schuppen. Das Tal fällt gegen Osten zum Aaretal ab; der Längibach fliesst im Bergwald an der Stelle der «Täuferchile» vorbei zum gerodeten Gebiet «Bözenegg», wo die Ostportale des alten und des neuen Bözbergtunnels liegen.
An der südlichen Talflanke erstreckt sich neben dem Längibach das mehrere Hektaren grosse Areal der ehemaligen Opalinustongrube «Eriwis», die früher von den Zürcher Ziegeleien ausgebeutet wurde. Das 2021 vom Kanton Aargau offiziell ausgewiesene Naturschutzgebiet «Eriwis» umfasst unter anderem ein Amphibienlaichgebiet von nationaler Bedeutung. Aus dem Feuchtgebiet fliessen zwei kleine Gewässer zum Längibach. Von Norden erreicht im gleichen Abschnitt der Chesterenbach den Längibach.
Der Bach erreicht in der Flur «Längi» das beim Bau der Autobahn A3 stark veränderte Gelände im Schinznacherfeld. Die Autobahn durchquert von dieser Stelle aus den Linnerberg im 377 Meter langen «Tunnel Bözberg». Mit dem Ausbruch- und Terrassierungsmaterial wurde die Landschaftsform angepasst; östlich vom Tunnel liegt die Autobahn zum Schutz der Umgebung vor Immissionen im «Schinznacherfeld-Tunnel». Der Längibach erhielt 1989 am Rand der Baustelle ein neues Gerinne südlich der Autobahn, welcher er auf seinem letzten Abschnitt folgt. Als Ausgleichsmassnahme wurde ein früher eingedolter Bachabschnitt weiter oben im Tal renaturiert. Im neuen, freigelegten Gewässer siedelte sich der Biber wieder an.
Der Längibach nimmt weiter unten den Winstelbach auf. Er wird von zwei Nebenstrassen überquert, die von Brugg und Villnachern nach Schinznach-Dorf führen. Unter dem «Junkerhübel» fliesst er in die Aareebene und mündet einen halben Kilometer südlich von Wallbach in den Oberwasserkanal des Kraftwerks Wildegg-Brugg.
Anders als der Längibach kann der benachbarte Talbach, der einen Kilometer flussaufwärts in die Aareebene fliesst, nicht in den Oberwasserkanal münden, weil er in der mehrere Meter tieferen Auenlandschaft von Schinznach liegt, die der Kanal mit einem hohen Seitendamm durchquert. Der Talbach wird deshalb in den seitlichen «Binnenkanal Schachen» geleitet, unterquert mit diesem das höher liegende Flussbett des Oberwasserkanals und erreicht auf der anderen Seite den Altlauf der Aare.

### Einzugsgebiet
Das 3,43 km² grosse Einzugsgebiet des Längibachs liegt im  Schenkenbergertal und wird durch ihn über die Aare und den Rhein zur Nordsee entwässert.
Es besteht zu 73,7 % aus bestockter Fläche, zu 20,1 % aus Landwirtschaftsfläche und zu 6,2 % aus Siedlungsfläche.
Die Flächenverteilung
Die mittlere Höhe des Einzugsgebietes beträgt 533,3 m ü. M., und die höchste Erhebung ist der Dreierberg mit einer Höhe von 757 m ü. M. im Westen des Einzugsgebietes.

### Zuflüsse
- Längebach Seitengerinne (links)
- Eriwis(bach) (rechts)
- Chesterenbach (links), 0,6 km
- Winstelbach (links), 1,3 km